# I Should Be So Lucky
»I Should Be So Lucky« je pop-dance pesem avstralske pevke Kylie Minogue. Pesem je producirala skupina tekstopiscev Stock, Aitken & Waterman, izšla pa je na njenem debitantskem albumu Kylie (1988).
Pesem je decembra 1987 izšla kot drugi singl z albuma. Ob izidu je bila komercialno izredno uspešna in je zasedla eno izmed prvih desetih mest na skoraj vseh glasbenih lestvicah, na katere se je uvrstila, med drugim tudi vrh avstralske in britanske lestvice.
Pesem je bila vključena tudi na kompilacije Greatest Hits (1992), Greatest Hits 1987-1999 (2003), Greatest Hits 87–97 (2003) in Ultimate Kylie (2004).
Leta 2011 so pesem »I Should Be So Lucky« vključili v avstralski narodni arhiv filma in glasbe.

## Ozadje in snemanje
Po uspehu njenega debitantskega singla, »Locomotion«, v Avstraliji, je Kylie Minogue odpotovala v London, kjer je načrtovala sodelovanje z izredno uspešno britansko skupino tekstopiscev Stock, Aitken & Waterman. Slednji o Kylie Minogue niso vedeli veliko in so pozabili, da prihaja; pesem »I Should Be So Lucky« so tako napisali v štiridesetih minutah, medtem ko jih je pevka čakala pred snemalnim studiem. Mike Stock je besedilo pesmi napisal na podlagi tega, kar je o Kylie Minogue izvedel še pred njenim prihodom. Verjel je, da mora kljub temu, da je v Avstraliji priznana igralka v telenovelah in zelo nadarjena, imeti težave in domneval je, da je nesrečna v ljubezni. Kylie Minogue je pesem posnela v manj kot eni uri; Mike Stock pravi, da ji je to uspelo predvsem zaradi njenega posluha za glasbo in dobrega spomina. Po snemanju se je Kylie Minogue vrnila v Avstralijo in nadaljevala s snemanjem telenovele Sosedje.

### Sestava
Pesem »I Should Be So Lucky« je dance-pop pesem s poudarkom na sintetizatorju in kitarah. Pesem je napisana v C-duru, kar je nenavadna izbira za pop pesem. Vokali Kylie Minogue se v pesmi raztezajo od D4 do C5,

## Sprejem kritikov
Pesem »I Should Be So Lucky« je s strani glasbenih kritikov ob izidu prejela v glavnem pozitivne ocene. Nick Levine iz revije Digital Spy je pesem označil za »izstopajočo pesem«. Tistega leta je pesem postala tretji najbolje prodajani singl v Avstraliji.

## Dosežki na lestvicah
Pesem »I Should Be So Lucky« je izšla 29. decembra 1987. Ob izidu je bila komercialno izredno uspešna, saj je šest zaporednih tednov preživela na vrhu avstralske glasbene lestvice in tako postala njena druga avstralska uspešnica, za singlom »Locomotion«. Pesem je prejela platinasto certifikacijo s strani organizacije Australian Recording Industry Association (ARIA) in postala je peti najbolje prodajani singl v Avstraliji leta 1988. Na novozelandski lestvici je pesem debitirala na petnajstem in 27. marca 2009 zasedla tretje mesto. Na lestvici je ostala dvanajst tednov. V Združenem kraljestvu je pesem »I Should Be So Lucky« izšla 1. januarja 1988. Na britanski lestvici je debitirala na devetdesetem mestu in nazadnje več tednov preživela na vrhu lestvice. Na lestvici je singl vsega skupaj ostal sedemnajst tednov. Pesem je za 600.000 prodanih izvodov s strani organizacije British Phonographic Industry (BPI) prejela zlato certifikacijo. Pesem je z več kot 675.000 izvodov ena izmed najbolje prodajanih pesmi v Veliki Britaniji leta 1988.
Poleg tega je pesem »I Should Be So Lucky« zasedla osemindvajseto in deseto mesto na Billboardovih lestvicah Hot 100 in Hot Dance Club Play. Na kanadski lestvici je pesem zasedla enainšestdeseto mesto. Poleg tega je pesem »I Should Be So Lucky« zasedla vrh švicarske, irske in nemške lestvice. Zasedla je eno izmed prvih petih mest na francoski, avstrijski in norveški lestvici ter eno izmed prvih tridesetih mest na belgijski, nizozemski in švedski lestvici. Poleg tega se je uvrstil na prvo mesto hongkongške, finske in izraelske lestvice. Pesem je prejela srebrno certifikacijo s strani organizacije Syndicat National de l'Édition Phonographique (SNEP) za uspešno prodajo v Franciji in zlato s strani organizacije International Federation of the Phonographic Industry (IFPI) za uspešno prodajo v Nemčiji.

## Videospot
Videospot za pesem »I Should Be So Lucky« je režiral Chris Langman. Posneli so ga novembra 1987 v studijih kanala 7 v Melbourneu, Avstralija. Videospot se prične s Kylie Minogue, ki hodi pred barvitim ozadjem. Z videospotom so ustvarili njeno podobo nedolžnega dekleta; to so poudarili predvsem s prizori, kjer se hihita in pači pred kamero.
Posneli so še eno verzijo videospota, ki so ga v sklopu promocije večkrat predvajali na televiziji. V tej različici se Kylie Minogue s svojimi prijatelji z avtomobilom pelje po Sydneyju in maha mimoidočim.
Videospot se je v Veliki Britaniji premierno predvajal januarja 1988. Celo različico videospota so izdali tudi na DVD-ju. Poleg tega je izšel tudi na DVD-ju kompilacije Ultimate Kylie (2004). Nevključene prizore so izdali na video albumu Kylie: The Videos.

## Satira
Britanska oddaja Spitting Image je izdala epizodo z naslovom »I Should Be So Lucky«, v kateri je Kylie Minogue nastopila kot ena izmed Frankeinsteinovih pošasti iz filma iz tridesetih. Večina prizorov tiste epizode se je dogajala v laboratoriju ali v stanovanju, podobnem tistemu iz videospota.
Pesem se norčuje tudi iz njenega lika v avstralski telenoveli Sosedje, Charlene Mitchell, later Robinson, po katerem je bila tedaj najbolje prepoznavna, saj naj bi namigovala na to, da je srečna, da je zvezdnica telenovel, kakršen je Paul Henry, ki je v britanski telenoveli Crossroads zaigral Bennyja Hawkinsa.
Skupina tekstopiscev Stock, Aitken & Waterman so izdali različico pesmi, na kateri je bil glas Kylie Minogue sprogramiran tako, da je zvenel tako kot glas Ricka Astleyja.
Britanska komična oddaja French and Saunders je v sklopu tretje sezone 26. aprila 1990 izdal epizodo z naslovom »I Should Be So Lucky«. V epizodi so pesem izvedli French, Saunders in britanska mezzo-soprano pevka Sarah Walker kot tri operne pevke.

## Zapuščina
Popularna komična oddaja s skeči, imenovana French & Saunders, je posnela parodijo pesmi »I Should Be So Lucky«. Leta 1992 je egipčanski pop pevec Simon posnel lastno različico pesmi v arabščini; nova verzija pesmi je nosila naslov »Bahibak Aawy«. Francoski kitarist Noel Akchote je na svoj album So Lucky (2007) vključil tudi inštrumentalno verzijo pesmi. Septembra 2007 je različica pesmi »I Should Be So Lucky« izšla na albumu Dolce Vita španske pevke Soraye Arnelas. Istega leta je japonski duet mihimaru GT izdal hip hop verzijo pesmi. Novembra 2007 so jo na japonskem izdali kot B-stran singla »Ai Kotoba«. Leta 2008 je glasbena skupina Northern Kings posnela rock verzijo in jo izdala preko svojega drugega glasbenega albuma, Rethroned.
Verzija pesmi Kylie Minogue je bila vključena na film Cookie (1989).

## Seznam verzij
| - Gramofonska plošča 1. »I Should Be So Lucky« – 3:24 2. »I Should Be So Lucky« (inštrumentalna verzija) – 3:24 - Avstralska gramofonska plošča s singlom 1. »I Should Be So Lucky« (razširjena verzija) – 6:08 2. »I Should Be So Lucky« (inštrumentalna verzija) – 3:24 - Britanska gramofonska plošča s singlom 1. »I Should Be So Lucky« (remix ob obletnici) – 6:12 2. »I Should Be So Lucky« (inštrumentalno) – 3:24 - Severnoameriška gramofonska plošča s singlom 1. »I Should Be So Lucky« (originalni remix) – 6:00 2. »I Should Be So Lucky« (plesni remix) – 6:10 3. »I Should Be So Lucky« (inštrumentalno) – 3:24 | - iTunesov digitalni EP - Remixi (V času originalnega izida ni bil na voljo. Prvič izdan preko iTunesa - PWL-jev arhiv leta 2009.) 1. »I Should Be So Lucky« (razširjena verzija) 2. »I Should Be So Lucky« (remix ob obletnici) 3. »I Should Be So Lucky« (inštrumentalna različica) 4. »I Should Be So Lucky« (gramofonski remix) 5. »I Should Be So Lucky« (remix) 6. »I Should Be So Lucky« (inštrumentalni remix) 7. »I Should Be So Lucky« (rezervni remix) - Ostale uradne verzije 1. »I Should Be So Lucky/Dreams« (studijska verzija s turneje Fever2002 Tour) |

## Nastopi v živo
Kylie Minogue je s pesmijo »I Should Be So Lucky« nastopila na naslednjih turnejah:
- Disco in Dream/The Hitman Roadshow
- Enjoy Yourself Tour (razširjena verzija)
- Rhythm of Love Tour
- Let's Get to It Tour
- Intimate and Live Tour (Torcheva verzija)
- On A Night Like This Tour (Torcheva verzija)
- KylieFever2002 (izvedeno skupaj s pesmijo »Dreams«)
- Showgirl: The Greatest Hits Tour
- Showgirl: The Homecoming Tour
- KylieX2008 (17. maja 2008 izveden v Bukarešti)
- For You, For Me Tour (kot uvod v turnejo samo v Hollywoodu in New Yorku)
- Aphrodite World Tour (azijski in severnoameriški koncerti)

Poleg tega je pesem leta 2001 izvedla tudi v oddaji An Audience with Kylie.

## Ostali ustvarjalci
- Kylie Minogue - glavni vokal
- Dee Lewis, Mae McKenna - spremljevalni vokali
- Mike Stock - spremljevalni vokali, sintetizator
- Matt Aitken - kitare, sintetizator
- Mark McGuire - audio urejanje
- Pete Hammond - mešanje

Vir:

## Dosežki in certifikacije
| Lestvica (1987/88)                                      | Dosežek |
| ------------------------------------------------------- | ------- |
| Avstralija (ARIA)                                       | 1       |
| Avstrija (Ö3 Austria Top 40)                            | 4       |
| Belgija (VRT Top 30)                                    | 8       |
| Kanada (Canadian RPM Singles Chart)                     | 61      |
| Nizozemska (Dutch Top 40)                               | 12      |
| Francija (SNEP)                                         | 4       |
| Nemčija (Media Control Charts)                          | 1       |
| Hong Kong (IFPI)                                        | 1       |
| Irska (IRMA)                                            | 1       |
| Japonska (Oricon)                                       | 1       |
| Nova Zelandija (RIANZ)                                  | 3       |
| Norveška (VG-lista)                                     | 5       |
| Švedska (Sverigetopplistan)                             | 13      |
| Švica (Swiss Music Charts)                              | 1       |
| Združeno kraljestvo (UK Singles Chart)                  | 1       |
| Združene države Amerike (Billboard Hot 100)             | 28      |
| Združene države Amerike (Billboard Hot Dance Club Play) | 10      |

| End of year chart (1988)            | Position |
| ----------------------------------- | -------- |
| Avstralija (ARIA)                   | 5        |
| Avstrija (Ö3 Austria Top 40)        | 30       |
| Švica (Swiss Music Charts)          | 16       |
| Velika Britanija (UK Singles Chart) | 3        |

| Država                 | Certifikacija |
| ---------------------- | ------------- |
| Avstralija (ARIA)      | Platinasta    |
| Francija (SNEP)        | Srebrna       |
| Nemčija (IFPI)         | Zlata         |
| Velika Britanija (BPI) | Zlata         |

### Ostali pomembnejši dosežki
| Vrstni red nasledstva                                                               | Vrstni red nasledstva                                                                                     | Vrstni red nasledstva                                                     |
| ----------------------------------------------------------------------------------- | --- | ------------------------------------------------------------------------- |
| Predhodnik: »I Think We're Alone Now« od Tiffany                                    | Prvo mesto na britanski glasbeni lestvici 14. februar 1988 – 13. marec 1988                               | Naslednik: »Don't Turn Around« od Aswad                                   |
| Predhodnik: »Get Outta My Dreams, Get Into My Car« od Billyja Oceana                | Prvo mesto na irski glasbeni lestvici 27. februar 1988 – 5. marec 1988                                    | Naslednik: »Together Forever« od Ricka Astleyja                           |
| Predhodnik: »(I've Had) The Time of My Life« od Billa Medleyja in Jennifer Warnes   | Prvo mesto na avstralski glasbeni lestvici 14. marec 1988 – 18. april 1988                                | Naslednik: »Get Outta My Dreams, Get Into My Car« od Billyja Oceana       |
| Predhodnik: »Together Forever« od Rick Astley »Tell It to My Heart« od Taylor Dayne | Prvo mesto na avstralski glasbeni lestvici 19. marec 1988 – 26. marec 1988 9. april 1988 – 16. april 1988 | Naslednik: »Tell It to My Heart« od Taylor Dayne »Heart« od Pet Shop Boys |
| Predhodnik: »Tell It to My Heart« od Taylor Dayne                                   | Prvo mesto na nemški glasbeni lestvici 8. april 1988 – 15. april 1988                                     | Naslednik: »Heartod« Pet Shop Boys                                        |
| Predhodnik: »Tell It to My Heart« od Taylor Dayne                                   | Prvo mesto na švicarski glasbeni lestvici 17. april 1988 1. maj 1988                                      | Naslednik: »Tell It to My Heart« od Taylor Dayne »Heart« od Pet Shop Boys |